# توان پالسی
توان پالسی شاخه‌ای از علم مهندسی فشار قوی الکتریکی می‌باشد که اخیراً پیشرفت‌های بسیاری را به صورت روزافزون داشته‌است. در این مبحث اعداد و مقادیر فوق‌العاده بزرگ ولتاژ، جریان و توان و همچنین مقادیر فوق‌العاده کوچک زمان تعیین کننده است؛ توان‌های تا ۱۴^۱۰ وات، ولتاژهای تا ۷^۱۰ ولت و جریان‌هایی با مقادیر حداکثر ۶^۱۰ آمپر و بیشتر. زمان تناوب پالس‌های تولید شده در این مبحث عموماً از ۸-^۱۰ ثانیه تجاوز نمی‌کند. به همین دلیل این مبحث با عنوان نانوثانیه نیز شناخته می‌شود. با توجه به کاربردی که از سیستم توان پالسی انتظار می‌رود می‌توان توان تولید شده را به صورت تک پالس یا پالس‌های تکرار شونده طراحی نمود. کاملاً واضح است که در صورت تولید تک پالس می‌توان با داشتن امکانات معین، مقادیر بزرگتر ولتاژ و جریان (و در نتیجه توان) را تولید نمود. در مورد پالس‌های تکرار شونده فرکانس‌های در حد ۱۰ تا ۵۰ کیلوهرتز کاملاً قابل دسترسی می‌باشند.
توان پالسی جایگزینی برای برق جریان متناوب یا جریان مستقیم به حساب نمی‌آید و اساساً برای کاربردها و بارهای متفاوتی نسبت به بارهای معمولی تولید می‌شود. تکامل و پیشرفت این زمینه جدید در صنعت برق مشروط به پیشرفت و در واقع تغییر ساختار برخی لوازم سنتی مانند کلیدها، ترانسفورماتورها و ژنراتورها می‌باشد. مهمترین ویژگی یک سیستم توان پالسی این است که تمام اجزاء و دستگاه‌های آن باید در رنج نانوثانیه عمل نمایند. این موضوع برای کارهای سنتی و معمول صنعت برق فشار قوی بسیار نامحسوس می‌باشد. طیف فرکانس نانوثانیه جزو فرکانس‌های بسیار بالا به حساب می‌آید؛ بنابراین تجهیزات طراحی شده باید پهنای باند وسیعی داشته و در عین حال بتوانند سطوح ولتاژ فوق فشار قوی را تحمل نمایند. در واقع طراحی عایقی این سیستم‌ها جزو مهمترین موضوعات مطرح در این زمینه می‌باشد.
در سیستم‌های توان پالسی نیاز به عمل عناصر اکتیو سیستم در زمان‌های بسیار کم نیز مشکل است. برای حل این مشکل از پدیده‌های مختلف فیزیکی مانند تخلیه الکتریکی در گازها، خلاء و دی‌الکتریکهای جامد و مایع، مغناطیس‌شدگی مجدد سریع در مواد فرومغناطیس، فرایندهای سریع در مواد نیمه هادی، ناپایداری پلاسما، فرایندهای گذرا در خطوط انتقال کواکسیال و غیره استفاده می‌شود.
مبنای فرایند توان پالسی اساس کار ذخیره و انتقال انرژی در سیستم‌های فرم دهی الکترومغناطیسی می‌باشد. در حالت کلی دو روش برای ذخیره انرژی در سیستم‌های پالسی وجود دارد که عبارتند از:
- ذخیره انرژی به صورت کاپاسیتیو
- ذخیره انرژی به صورت اندوکتیو

در بانک‌های خازنی زمان نگهداری انرژی نسبت به سلف بیشتر می‌باشد، یعنی خازن دارای انرژی نشتی کمتری در هنگام ذخیره انرژی بوده و به مدت بیشتری می‌تواند انرژی را در خود به صورت ذخیره نگه دارد. زمان نگهداری بیشتر در برخی کاربردها دارای اهمیت فوق‌العاده‌ای می‌باشد. به دلیل داشتن مزایای مذکور، خازن دارای نقش مهمی در سیستم‌های توان پالسی بوده و به عنوان ذخیره‌کننده انرژی در سیستم‌های فرم‌دهی الکترومغناطیسی به کار می‌رود.